# Poloej
De Poloej (Russisch: Полуй) is een rivier in het noorden van West-Siberië en een vormt een zijrivier aan de oostzijde van de Ob.
De rivier wordt gevormd door de samenloop van haar bronrivieren, de Gloeboki Poloej en Soechoj Poloej en stroomt over het noordwestelijk deel van het West-Siberisch Laagland en stroomt in noordwestelijke richting naar de stad Salechard, waar de rivier uitmondt in de Ob. De lengte van de rivier bedraagt 635 kilometer (gemeten vanaf het einde van de Gloeboki Poloej 369 kilometer).
De Poloej wordt vooral gevoed met sneeuw en regen en is bevroren van oktober tot mei.